# Michael Kagan
Michael Kagan es un actor estadounidense de teatro, cine y televisión.
Él ha aparecido en varias series de televisión notables, entre ellas, Lois & Clark: The New Adventures of Superman, Babylon 5, Step by Step, Seinfeld, ER, Tracey Takes On..., Star Trek: Voyager, The Practice, The West Wing, Desperate Housewives y otras series.
De 2005 a 2010, él apareció en la comedia de Disney Channel Hannah Montana. En 2011, apareció en la película Disney Channel Good Luck Charlie, It's Christmas!. También ha realizado una serie de producciones de teatro, antes de aparecer en cine y televisión. En 2007, actuó en una obra de teatro titulada Leap.

## Filmografía
| Año       | Series/Películas                                           | Personaje                        | Notas |
| --------- | ---------------------------------------------------------- | -------------------------------- | --- |
| 2012      | El mentalista                                              | Patrick Offit                    | Episodio: "At First Blush"                                                                                 |
| 2011      | Good Luck Charlie, It's Christmas!                         | Hank                             | Disney Channel Original Movie                                                                              |
| 2011      | Searching for Sonny                                        | Mr. Mercer                       | |
| 2010-2011 | Mujeres desesperadas                                       | Board Chairman                   | Episodio: "Everything's Different, Nothing's Changed" Episodio: "Truly Content" Episodio: "Remember Paul?" |
| 2007-2010 | Hannah Montana                                             | Colin Lassiter                   | Recurrente; 6 episodios                                                                                    |
| 2009      | Ciudadana Jane                                             | Judge Wilson                     | Película de televisión                                                                                     |
| 2009      | Lightbulb                                                  | Mort                             | |
| 2009      | Las reglas del juego                                       | Allen Haldeman                   | Episodio: "The Mile High Job"                                                                              |
| 2005-2008 | Cómo conocí a vuestra madre                                | Joel Adams                       | Episodio: "I Heart NJ" Episodio: "Return of the Shirt"                                                     |
| 2006      | Pepper Dennis                                              | Kenny Aptow                      | Episodio: "Charlie Babcock's Homosexual Encounter: Film at Eleven"                                         |
| 2005      | Mobsters and Mormons                                       | Angello Marcello                 | |
| 2005      | The Suite Life on Deck                                     | Fan                              | Episodio: "Big Hair & Baseball"                                                                            |
| 2005      | Alias                                                      | Leo Orissa                       | Episodio: "Detente"                                                                                        |
| 2005      | Grounded for Life                                          | Investor                         | Episodio: "Crazy"                                                                                          |
| 2001-2004 | Policías de Nueva York                                     | Juez Lasak / Walters             | Episodio: "Nariz a Nariz" (2001) … Walters Episodio: "Bale Out" (2004) … Juez Lasak                        |
| 2004      | Caso abierto                                               | Barney                           | Episodio: "It's Raining Men"                                                                               |
| 2004      | El ala oeste de la Casa Blanca                             | FBI Director George Arnold       | Episodio: "N.S.F. Thurmont" Episodio: "Access"                                                             |
| 2004      | The Bernie Mac Show                                        |                                  | Episodio: "Mac Overdrive"                                                                                  |
| 2004      | Slogan                                                     | Richard                          | Película de televisión                                                                                     |
| 2003      | Dragnet                                                    | Myron Tarnower                   | Episodio: "Well Endowed"                                                                                   |
| 2002      | Con Express                                                | Commissioner Dunn                | Película directo a DVD                                                                                     |
| 2000-2002 | Providence                                                 | Dr. Sagerman / Liam              | Episodio: "The Whole Truth" Episodio: "The Start of Something Big" Episodio: "Don't Go Changin"            |
| 2001      | Totally Blonde                                             | Alfred/Mountie/Minister          | |
| 2001      | The Korean War                                             | Collins                          | Serie de televisión                                                                                        |
| 1998-2001 | El abogado                                                 | Juez / Peter Martini             | Episodio: "Killing Time" Episodio: "The Battlefield"                                                       |
| 2001      | Star Trek: Voyager                                         | Alien Commander                  | Episodio: "Q2"                                                                                             |
| 2000      | Friends                                                    | Terry                            | Episodio: "The One with Rachel's Assistant"                                                                |
| 2000      | El marido de otra mujer                                    | Al                               | Película de televisión                                                                                     |
| 2000      | Factor caos                                                | Air Traffic Commancer            | |
| 1999      | Ally McBeal                                                | Robert Perry                     | Episodio: "Buried Pleasures"                                                                               |
| 1999      | Snoops                                                     |                                  | Episodio: "The Heartless Bitch"                                                                            |
| 1999      | Walker, Texas Ranger                                       | Phil Keswick                     | Episodio: "In Harm's Way: Part 2"                                                                          |
| 1996-1999 | Diagnóstico asesinato                                      | Dr. Alex Warner / Earl Slybotsky | Episodio: "Murder by the Book" (1996) … Earl Slybotsky Episodio: "Never Say Die" (1999) … Dr. Alex Warner  |
| 1998      | The Souler Opposite                                        | Max Luckstein                    | |
| 1998      | Timecop                                                    | Svengali                         | Episodio: "D.O.A."                                                                                         |
| 1998      | Kelly Kelly                                                | Cheese                           | |
| 1998      | Los líos de Caroline                                       | Pit Boss                         | Episodio: "Caroline and the Visit from Mom"                                                                |
| 1998      | Urgencias                                                  | Chuck Arteburn                   | Episodio: "Exodus"                                                                                         |
| 1998      | Jenny                                                      | Nicky                            | Episodio: "A Girl's Gotta Make Room for Daddy: Part 2"                                                     |
| 1998      | Tracey Takes On... (TV series)                             | Jewish Agent                     | Episodio: "Agents"                                                                                         |
| 1998      | Looking for Lola                                           | Max Greenbaum                    | |
| 1998      | Seinfeld (TV series)                                       | Willie                           | Episodio: "The Dealership"                                                                                 |
| 1996-1997 | De repente Susan (TV series)                               | Oficial Kellogg                  | Episodio: "I Love You, I Think" Episodio: "Suddenly Susan Unplugged"                                       |
| 1997      | Paso a paso (TV series)                                    | Bride's Father                   | Episodio: "Future Shock"                                                                                   |
| 1997      | La cruda realidad (TV series)                              | The Pound Attendant              | Episodio: "Itching for a Cat"                                                                              |
| 1996      | The Cherokee Kid (TV movie)                                | El Paso Sheriff                  | Película de televisión                                                                                     |
| 1996      | Champs (TV series)                                         | Process server                   | Episodio: "Two of a Kind"                                                                                  |
| 1996      | Hudson Street (TV series)                                  | Officer McAndrews                | Episodio: "Family Album"                                                                                   |
| 1996      | Babylon 5 (TV series)                                      | Emmett Farquaha                  | Episodio: "A Late Delivery from Avalon"                                                                    |
| 1995      | Lois y Clark: las nuevas aventuras de Superman (TV series) | President                        | Episodio: "Chip Off the Old Clark"                                                                         |
| 1995      | The Home Court (TV series)                                 | Entrenador                       | Episodio: "The Cheesehead Stands Alone"                                                                    |
| 1995      | Charlie Grace (TV series)                                  | Earl 'Mad Dog' Jonas             | Episodio: "Take Me to the Pilot"                                                                           |